# Vadi (Hordaland)
Ne doit pas être confondu avec Vadi.
Vadi est une île norvégienne du comté de Hordaland appartenant administrativement à Hauglandshella.

## Description
Rocheuse et couverte d'arbres, elle s'étend sur environ 70 m de longueur pour une largeur approximative de 50 m.  